# Parafia św. Faustyny Kowalskiej w Helenowie
Parafia św. Faustyny Kowalskiej w Helenowie – parafia rzymskokatolicka należąca do dekanatu wołomińskiego, diecezji warszawsko-praskiej, metropolii warszawskiej. 
W parafii posługują księża diecezjalni. 

## Zasięg parafii
Do parafii należą wierni z następujących miejscowości: Czarna, Helenów, Nowy Janków, Rżyska (bez 56-68)